# Hookes lov
Hookes lov er en klassisk mekanisk model, som bruges til at beskrive den kraft {\displaystyle F}, som en fjeder trækker eller trykker med, når den er deformeret en vis strækning {\displaystyle x} fra sin hvilestilling. Hookes lov siger, at:
{\displaystyle F=-k\cdot x}
hvor {\displaystyle k} er en proportionalitetsfaktor, som for Hookes lovs vedkommende kaldes for den pågældende fjeders fjederkonstant. Af formlen kan det udledes, at den fysiske dimension for fjederkonstanten er kraft pr. længdeenhed, og følgelig bliver SI-enheden for fjederkonstanten N/m (newton pr. meter).
Hookes lov kan også udtrykkes ved den elastiske potentielle energi
{\displaystyle U(x)={1 \over 2}kx^{2}},
der svarer til arbejdet udført på fjederen for at forskyde den en afstand {\displaystyle x} fra hvile.
Et system, der følger Hookes lov, kan generelt kaldes for en harmonisk oscillator.

## Materialeegenskab
Generaliseret gælder Hookes lov, når Youngs modul {\displaystyle E} for et materiale er konstant. Med {\displaystyle E} kan Hookes lov skrives som:
{\displaystyle \sigma =E\cdot \varepsilon }
hvor {\displaystyle \varepsilon } er tøjningen/den relative forlængelse, og {\displaystyle \sigma } er spændingen, hvilket vil sige den pålagte kraft delt med tværsnitsarealet. Denne skrivemåde har den fordel, at Youngs modul er uafhængig af materialets dimensioner.